# Jan Suchopárek
Jan Suchopárek (* 23. September 1969 in Kladno) ist ein ehemaliger tschechischer Fußballspieler und derzeitiger -trainer.

## Karriere
Suchopárek begann bei Poldi Kladno, das er 1988 verließ, um bei Dukla Prag seinen Wehrdienst abzuleisten. Dort wurde der 1,84 m große Verteidiger schnell Stammspieler. Von 1991 bis 1996 spielte er für Slavia Prag, wo er sich zu einem der besten Abwehrspieler Tschechiens entwickelte.
Am 25. September 1991 gab Suchopárek sein Länderspieldebüt, er war auch Teil der Tschechischen Mannschaft bei der Europameisterschaft 1996. Anschließend wechselte er zu Racing Strasbourg, auch dort gehörte er zu den Leistungsträgern. 1999 hatte Suchopárek ein Angebot vom VfB Stuttgart und vom damaligen Zweitligisten Tennis Borussia Berlin, für 1,25 Millionen DM wechselte er nach Berlin. Trotz 23 Einsätzen und einem Tor wurde das Engagement als Misserfolg gewertet, Suchopárek kehrte im Sommer 2000 zu seinem ehemaligen Klub Slavia Prag zurück. Doch der inzwischen 31-jährige Libero war über seinen Zenit hinaus, schon für die Europameisterschaft 2000 war er nicht mehr berücksichtigt worden. In der ersten Mannschaft kam er auf nur 17 Einsätze in drei Jahren, mehrheitlich wurde er in der 3. Liga im B-Team eingesetzt.
Zur Saison 2003/04 kehrte Suchopárek zurück zu seinem Stammverein SK Kladno, dem er zum Aufstieg in die 1. Liga verhalf. 2005 beendete er seine Profikarriere, er spielt jedoch weiter für die Mannschaft seines Wohnortes Družec. Zudem ist er Leiter des Jugendbereichs beim SK Kladno und war 2005/06 auch Trainer der dortigen A-Jugend.